# Мессьє 92
Мессьє 92 (також відоме як M92 і NGC 6341) — кулясте зоряне скупчення в сузір'ї Геркулеса.

## Історія відкриття
Скупчення відкрив Йоганн Елерт Боде 27 грудня 1777, а 18 березня 1781 незалежно перевідкрив Шарль Мессьє. У той самий день Шарль Мессьє вніс у каталог вісім інших об'єктів — галактик зі скупчення Virgo (M84 — M91).
Вільям Гершель у 1783 році був першим, хто виділив у скупченні окремі зірки.

## Цікаві характеристики
M92 знаходиться на відстані 26 700 світлових років від Землі. Мессьє 92 — одне з найяскравіших кулястих скупчень у Північній півкулі. Однак його часто не помічають через близькість до яскравішого скупчення M13. M92 наближається до нас зі швидкістю 112 км/с. Екліптичні координати М92 — довгота = 249.9 deg, висота = 65.9 deg, тож північний Полюс Світу іноді проходить ближче ніж 1 градус від скупчення, що пов'язано з періодом прецесії земної осі (близько 25 800 років). Таким чином, це скупчення стане Polarissima Borealis, або «Північним скупченням», через 14 000 років (у 16 000 н. е..), як це було близько 12 000 років тому (у 10 000 до н. е.).

## Спостереження

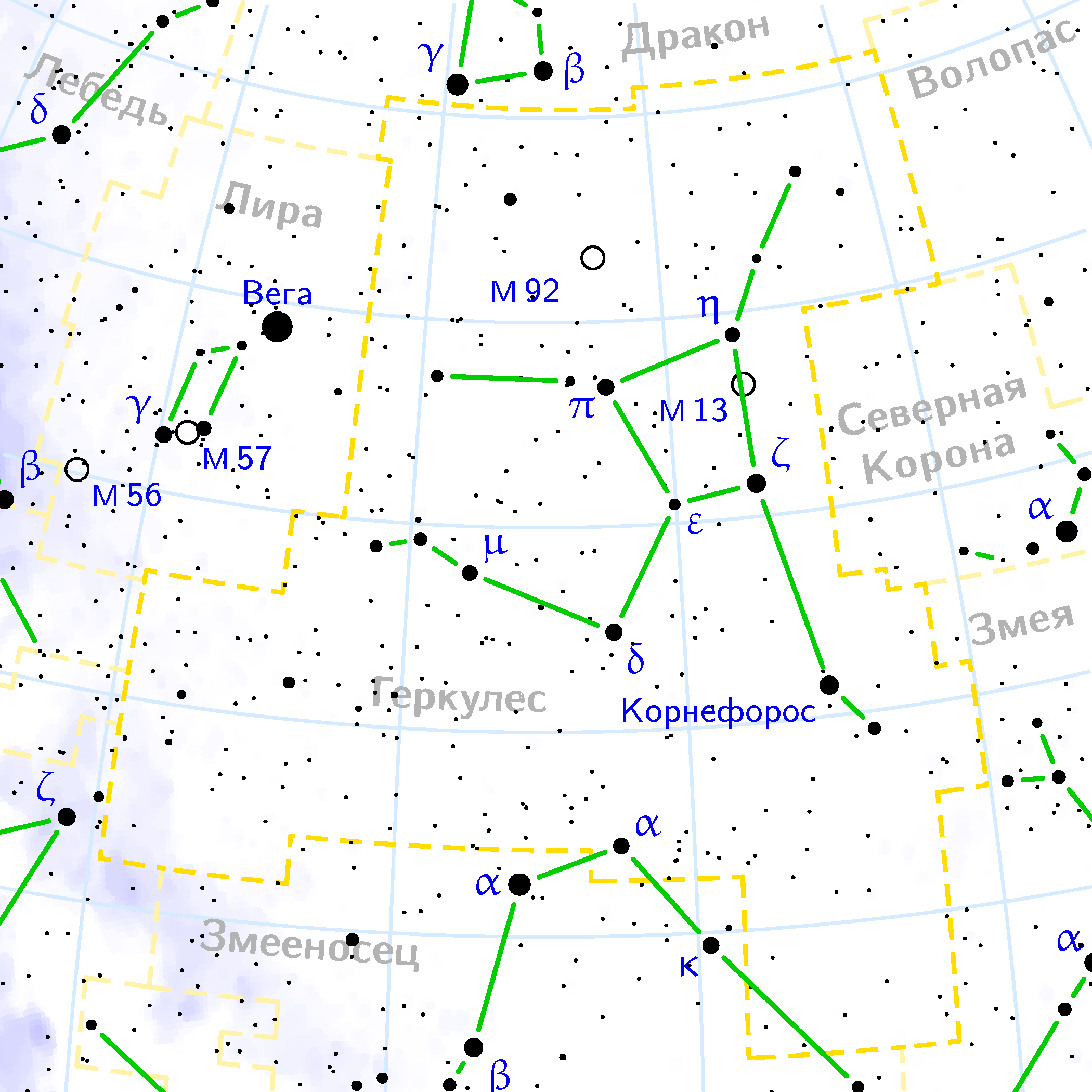
М92 у сузір'ї Геркулеса

M92 — блискучий об'єкт, видимий неозброєним оком у дуже хороших умовах. Для будь-якої оптики скупчення є прекрасним об'єктом спостереження.

## Зображення

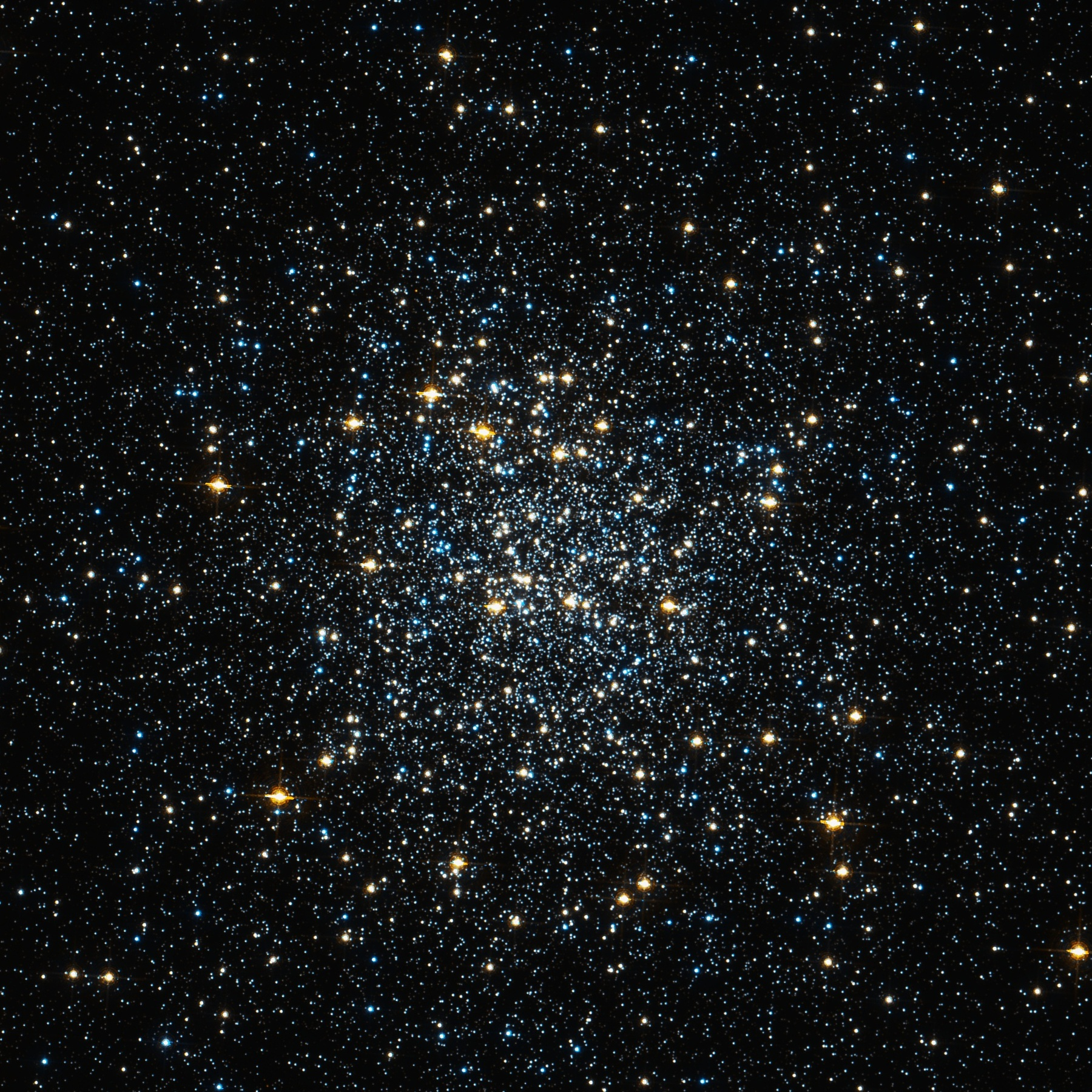
Центр M92, фото HST
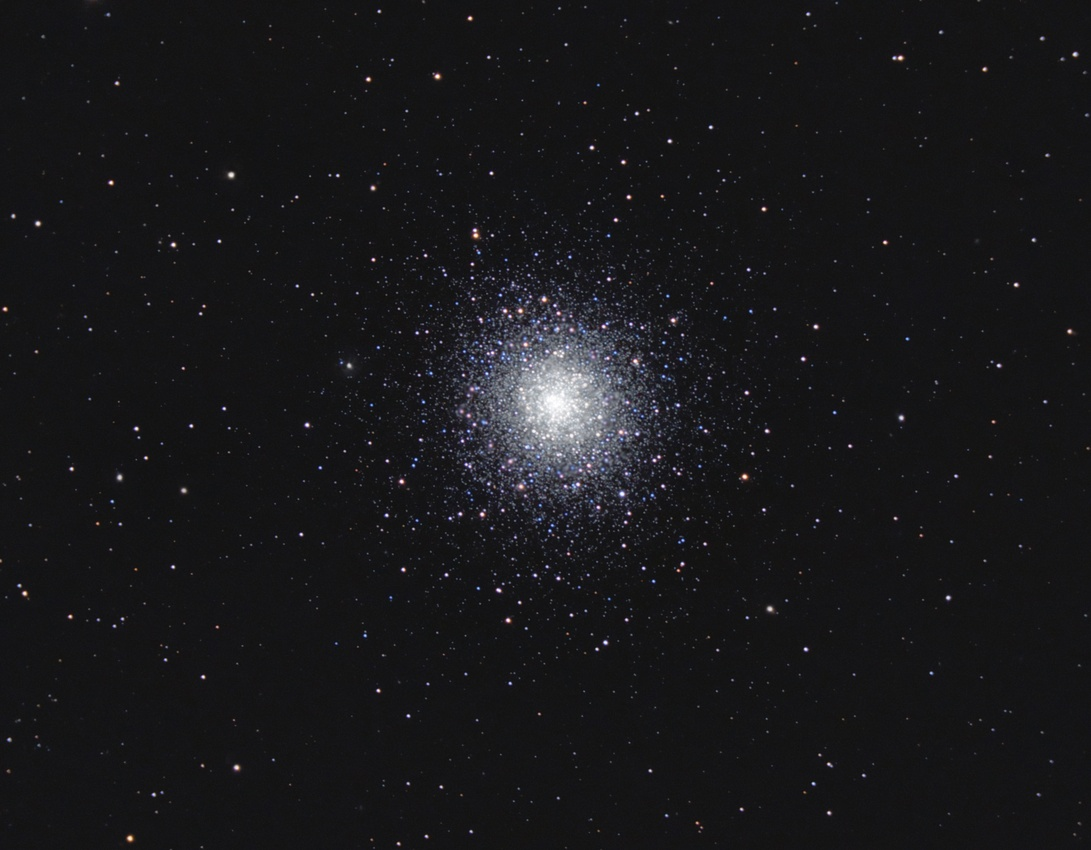
Мессьє 92 в аматорський телескоп
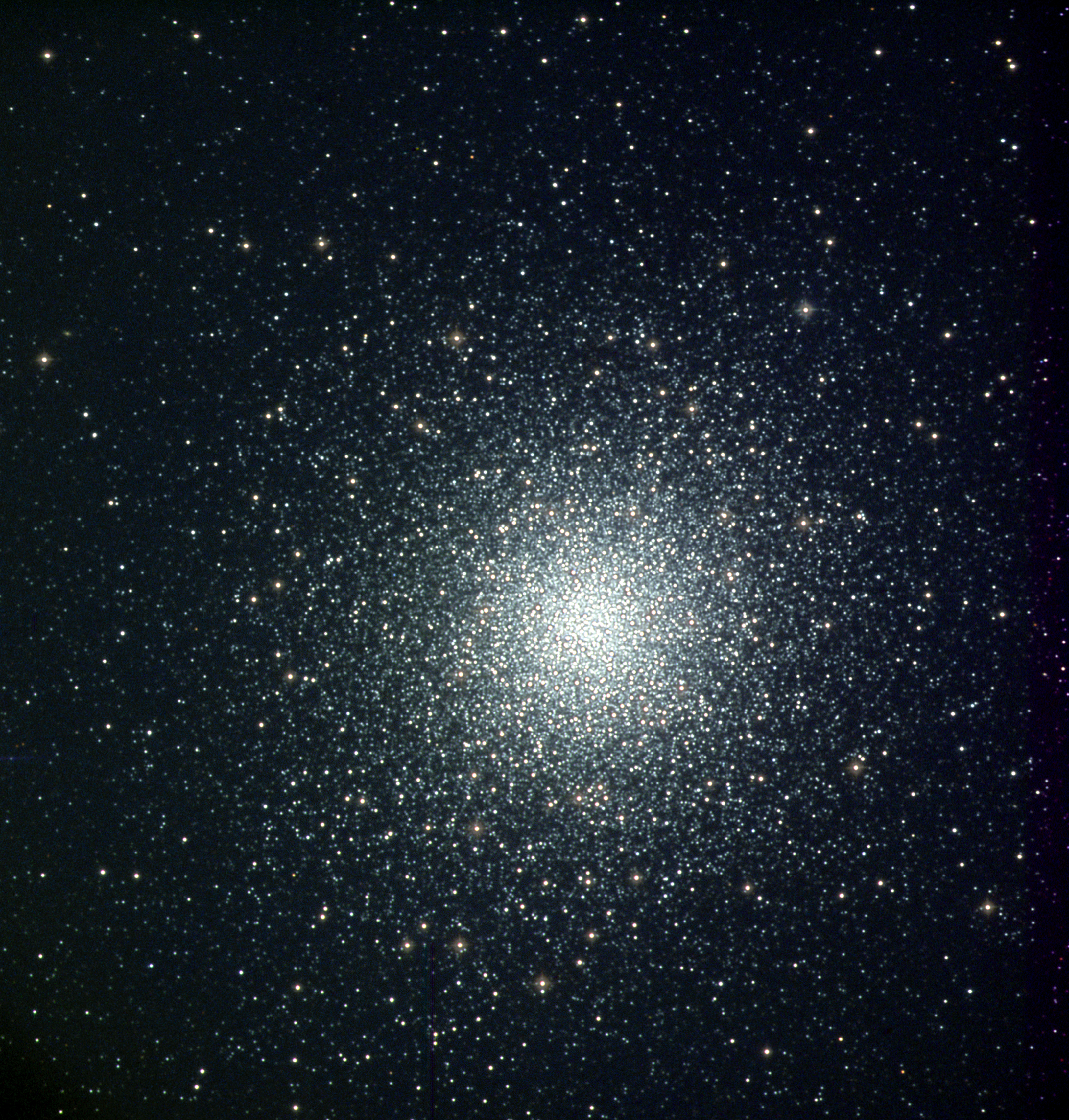
Мессьє 92
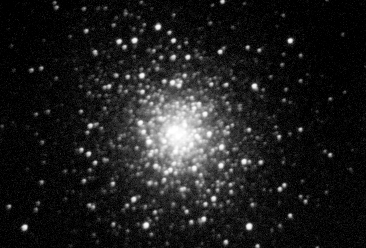
Зображення скупчення M92, отримане за допомогою  невеликого телескопа

## Навігатори
Координати:  17г 17м 07.27с, +43° 08′ 11.5″